# アグスティン・デルガド
アグスティン・デルガド（Agustín Javier Delgado Chala、1974年12月23日 - ）は、エクアドル・エル・チョタ出身の元サッカー選手。元エクアドル代表。現役時代のポジションはフォワード。

## 経歴
アレックス・アギナガなどと並んでエクアドル・サッカー界の英雄的存在である。初出場した日韓W杯ではメキシコ戦で同国初のW杯ゴールを決め、クロアチア代表戦ではW杯初勝利に貢献するアシストを記録した。ドイツW杯ではポーランド戦では技ありのバックヘッドを含めた1ゴール・1アシスト記録。コスタリカ戦でもゴールを奪い、同国を出場2回目にして初のW杯16強に進出させる大きな原動力となった。決勝トーナメント1回戦イングランド戦を最後に代表を引退した。

## 代表歴

### 出場大会
- エクアドル代表
  - 2002 FIFAワールドカップ
  - 2006 FIFAワールドカップ

### 試合数
- 国際Aマッチ 73試合 31得点（1994年-2011年）[2][1]

| エクアドル代表 | 国際Aマッチ | 国際Aマッチ |
| 年             | 出場        | 得点        |
| -------------- | ----------- | ----------- |
| 1994           | 1           | 0           |
| 1995           | 2           | 0           |
| 1996           | 3           | 2           |
| 1997           | 9           | 3           |
| 1998           | 0           | 0           |
| 1999           | 8           | 2           |
| 2000           | 11          | 6           |
| 2001           | 11          | 7           |
| 2002           | 5           | 2           |
| 2003           | 0           | 0           |
| 2004           | 10          | 4           |
| 2005           | 8           | 3           |
| 2006           | 4           | 2           |
| 2007           | 0           | 0           |
| 2008           | 0           | 0           |
| 2009           | 0           | 0           |
| 2010           | 0           | 0           |
| 2011           | 1           | 0           |
| 通算           | 73          | 31          |